# Atacurile din Crimeea (2022-prezent)
Începând din iulie 2022, o serie de explozii și incendii au avut loc în Peninsula Crimeea ocupată de ruși, de unde armata rusă și-a lansat ofensiva asupra Ucrainei de Sud în timpul invaziei ruse a Ucrainei. 
Ocupată din 2014, peninsula Crimeea a fost o bază pentru ocuparea ulterioară a regiunii Herson și ocuparea rusă a oblastului Zaporojie. 
Vladimir Putin a numit Crimeea un „loc sacru” și „pământ sfânt”.  Vicepreședintele Consiliului de Securitate al Rusiei, Dmitri Medvedev, a declarat în iulie 2022 că în cazul  unui atac asupra Crimeei, „va veni Ziua Judecății pentru toți deodată. Foarte repede și va fi foarte greu de ascuns”.

## Atacurile din 2024
Pe 23 iunie 2024, Ucraina a lansat un bombardament cu rachete ATACMS de fabricație americană asupra orașului Sevastopol. Cinci rachete ATACMS echipate cu focoase cu dispersie au fost lansate de ucraineni către baza principală a flotei ruse de la Marea Neagră. 
Patru dintre ele au fost interceptate. Una a fost deviată, iar fragmentele au lovit o plajă din Sevastopol, rănind 151 de persoane și omorând alte patru, printre care două fetițe de 2 și, respectiv, 9 ani.
Federația Rusă a declarat că SUA sunt responsabile pentru atac și că vor exista represalii. Pe 28 mai 2024, la aeroportul din Tașkent, Uzbekistan, Vladimir Putin a susținut într-o conferință de presă că armele occidentale de precizie cu rază lungă, precum Storm Shadow (de fabricație franco-britanică) și ATACMS, nu pot fi folosite de ucraineni fără mijloace de recunoaștere spațială (sateliți) ale țărilor producătoare.
Rusia susține că a trimis un avion MiG-31 să doboare o dronă americană Global Hawk din Marea Neagră..